# Jean Joseph Pierre Pascalis
Pour les articles homonymes, voir Pascalis.
 (novembre 2013).
Jean Joseph Pierre Pascalis (né à Eyguières le 6 février 1732 et mort à Aix-en-Provence le 14 décembre 1790) est un avocat qui eut une influence locale importante au début de la Révolution française. Il avait été assesseur d'Aix et procureur du pays de Provence sous l'Ancien Régime. Il est élu député du tiers état en remplacement de Joseph Servan, mais il refuse son élection.
Ses positions monarchistes, et notamment son discours du 27 septembre 1790, poussent un groupe de patriotes à l'arracher du château de la Mignarde (quartier des Pinchinats) où il s'était retiré, pour le jeter en prison à Aix. La prison où il est enfermé avec un royaliste, M. de Guiramand, est prise d'assaut par une foule qui les pend à un réverbère. Sa tête est ensuite tranchée et exhibée au bout d'une pique pendant 3 heures sur la route menant à Marseille.

## Biographie

### Formation
Né à Eyguières d'une famille moyennement aisée installée avant l'an 1400 à Allos, fils de Jean Antoine Michel Joseph Pascalis, bourgeois d'Eyguières, et de Catherine d'Amphoux, Pascalis reçoit une éducation austère qui lui donne un sens du devoir qui le caractérise toute sa carrière.
Le 16 juin 1751, il passe les épreuves de la licence d'avocat et prête serment le 18 juin au Parlement d'Aix. Avant lui, son oncle, Jean-Baptiste Pascalis le forme à la charge, le recevant chez lui. Il débute ainsi sa carrière sous l'aile de son oncle et dans un discrétion semble-t-il commune aux jeunes avocats. Il se forme au contact de brillants avocats provençaux, comme Jean-Jacques Pascal (1701-1772) ou Joseph Jules François de Colonia (1716-1766). Il se lie d'amitié avec le célèbre avocat Jean-Étienne-Marie Portalis (1746-1807), pourtant différent de lui, Portalis, homme simple et modeste, Pascalis, « avec son cœur de feu et ses allures brusques et véhémentes ». Tout le reste de sa vie, il habite un hôtel particulier qu'il loue sur le cours Mirabeau, au no 34.

### Carrière de Pascalis avant la Révolution

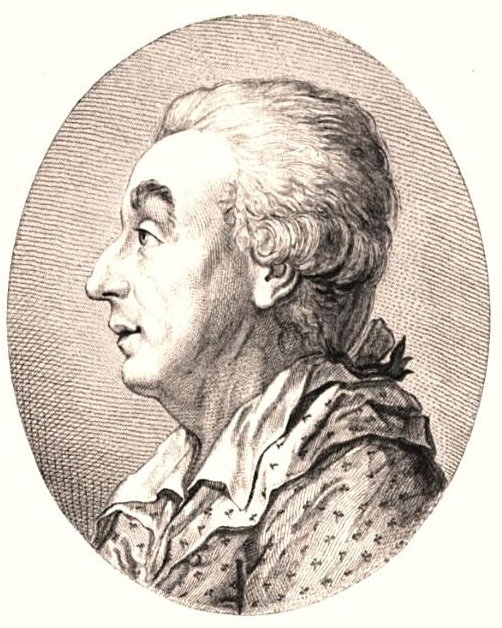
Portrait de Pascalis. Anonyme, 1854.

Si les talents d'avocat de Pascalis ne font aucun doute parmi ses pairs, c'est davantage encore pour ses qualités de jurisconsulte qu'il est estimé. Même ses rivaux, dit-on, l'estiment. Il participe à la défense d'Émilie de Marignane, en compagnie de Portalis, lors du procès de celle-ci contre son mari, Honoré-Gabriel Riquetti de Mirabeau. On prête alors à Pascalis une dialectique et une érudition remarquables, même s'il ne possède pas l'éloquence de Portalis ou de Gassier,. S'il parle français à la barre, il s'exprime généralement en langue provençale dans l'intimité.
Charles de Ribbe donne une description physique de Pascalis  dans son Étude sur la fin de la Constitution provençale (1854) : 

« La nature l'avait favorisé de ses dons. Il avait une figure noble, fièrement accentuée ; sous ses épais sourcils jaillissait le trait lumineux de son regard ; dans sa physionomie se reflétait la véhémence d'un cœur qu'exaltait l'amour du bien. Sa haute stature lui donnait un certain air de majesté qui imposait. Mais ces avantages ne trouvèrent dans lui aucune secrète complaisance à les faire valoir. Il était d'une simplicité presque rustique ; il ne demandait pas aux agréments de la forme l'art de séduire ceux qui venaient le consulter. »

Dans les années 1780, il est chef de file de la partie de la bourgeoisie qui milite pour un rétablissement des États de Provence où le tiers état, c’est-à-dire la bourgeoisie, aurait la majorité.

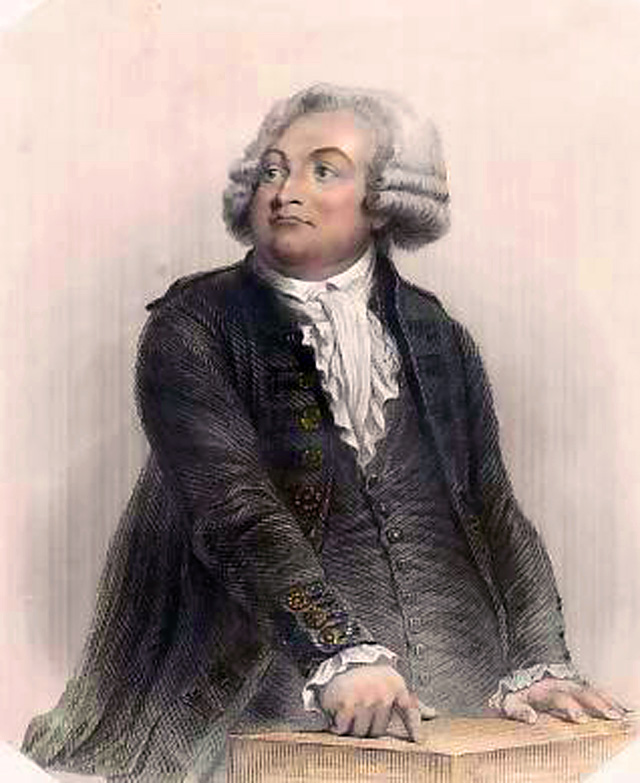
Mirabeau, adversaire politique de Pascalis, voit en l'abbé Rive un soutien de sa politique, voire un instrument exécutant.

Les convictions politiques de Pascalis, fervent défenseur de la constitution provençale, de l'égalité proportionnelle[précision nécessaire] et du maintien des libertés publiques, lui valent l'opposition de nombreux adversaires qui le jugent antirévolutionnaire. Le plus acharné d'entre eux est l'abbé Jean-Joseph Rive, instrument de Mirabeau, bibliothécaire aixois et fondateur en novembre 1790 du « club des Antipolitiques », installé rue des Bernardines, à Aix. Celui-ci voit en Pascalis le pire de ses ennemis. Dans un pamphlet, il le traite de « scélérat » et de « mortel exécrable » et appelle au meurtre de l'avocat.

### La Révolution française
L'Assemblée départementale des Bouches-du-Rhône s'installe à Aix le 20 juillet 1790. Cette création a pour conséquence le démembrement de l'ancienne administration provençale. L'article 10 du décret du 2-10 septembre 1790 provoque la suppression du Parlement de Provence. Sous le coup d'une vive colère devant l'état de ruines des anciennes institutions de la province, Pascalis décide dans ces conditions de se retirer des affaires politiques et du barreau.

#### Discours du 27 septembre
Le 27 septembre, il entre en robe au palais du Parlement en compagnie de plusieurs avocats. Annoncé par l'huissier, il prononce un discours qui aura des conséquences majeures.

« Messieurs,

« Les édits du 8 mai 1788 me forcèrent comme administrateur du Pays, de consigner dans vos registres les réclamations d’un peuple jaloux de sa Constitution et de sa liberté idolâtre des vertus de son Roi. 

« Dans des circonstances plus désastreuses je viens remplir un ministère non moins imposant et, au nom d'un Ordre qui s'honore toujours de seconder vos efforts pour le maintien des droits du Pays, déposer dans votre sein les alarmes des vrais citoyens. 

« Si le peuple, dont la tête est exaltée par des prérogatives dont il ne connaît pas le danger, dont le cœur est corrompu par le poison des idées républicaines, souscrit au renversement de la Monarchie, à l'anéantissement de notre Constitution, à la destruction de toutes nos institutions politiques ;

« S'il applaudit à la proscription de votre Chef, qu'il surnomma son ami à la dispersion de la Magistrature, qui veilla sans cesse pour son bonheur, et à l'anarchie qui exerce déjà ses ravages ;

« Si, dans l'excès de son aveuglement, il se refuse au vœu de cette foule de communautés, supportant de 13 à 1400 feux (moitié des charges du Pays) qui ont inutilement sollicité la convocation de nos États ;

« Enfin, si pour comble d'infortune, il provoqua les calamités de toute espèce qui l'affligent, plaignons ses erreurs, gémissons sur le délire qui l'agite, et craignons qu'il ne se charge lui-même un jour de sa vengeance.

« Le temps viendra, et nous osons prédire qu'il n'est pas éloigné, où, le prestige dissipé par l'excès même des maux qu'il aura produits, nos citoyens rendus à leurs sentiments naturels de fidélité, de franchise et de loyauté, béniront la sagesse d'une Constitution exaltée par les publicistes, l'égide de la liberté sociale, le garant de la félicité publique.

« Puisse le ciel hâter le moment où, nous gratifiant de ce nouveau bienfait, nos citoyens détrompés se réuniront à l'envi pour assurer la proscription des abus de l'ancien régime, l'exécution de nos traités avec la France, le rétablissement de la Monarchie, et avec le retour de nos Magistrats celui de la tranquillité publique.

« Tels sont, Messieurs, les vœux dont vous fait aujourd'hui l'hommage, un Ordre non moins célèbre par ses talents que par ses vertus, qui sut mériter l'estime des différents barreaux du Royaume et conserver la vôtre, qui mit toujours sa gloire à partager vos travaux et vos disgrâces, qui n'eut d'autre récompense que celle de veiller plus spécialement au maintien de la Constitution et au soulagement du peuple, et qui, décidé à s'ensevelir avec la Magistrature, veut vivre et mourir citoyen Provençal, bon et fidèle sujet du Comte de Provence, Roi de France. »

La teneur de ce discours se répand dans toute la ville en quelques heures et, tandis qu'il éveille les sentiments monarchistes d'une frange de la population, il provoque un déchaînement de colère chez les partisans de la Révolution et de la crainte chez les administrateurs d'Aix. Le président Noé dénonce les mots de Pascalis, les qualifiant d'« inconstitutionnels » et de « dangereux ». En début de soirée, les officiers municipaux, en tête desquels le maire Jean Espariat, débattent des mesures à prendre. Une délégation du club des Amis de la Constitution, menée par l'avocat Arbaud, futur juge de district à Marseille, surgit alors pendant le conseil et demande l'interdiction de la publication du discours, quitte à rendre visite à tous les imprimeurs d'Aix, ce qui sera le cas. Le registre sur lequel est retranscrit le discours est lacéré.
La même passion se manifeste au club des Antipolitiques, le 4 décembre, où on menace de lyncher Pascalis. Mais le calme est ramené en séance
Charles Ribbe précise les accusations formulées contre Pascalis : « Ils allèrent jusqu'à l'accuser d'avoir voulu lever le drapeau de la guerre civile, ils le dénoncèrent comme un conspirateur cherchant à ramener les privilèges et les abus. » Le Procureur de la Commune rend une plainte contre l'avocat. Les officiers municipaux d'Aix rédigent un procès-verbal qu'ils adressent à l'Assemblée nationale, dont l'examen est confié au Comité des recherches de la Constituante.
Une société populaire de la ville va désigner en Pascalis l'ennemi du peuple : le club des Amis de la Constitution, formé de jeunes avocats et d'artisans que Ribbe qualifie de « désœuvrés ». Ajoutée à cette société, celle de l'abbé Rive s'acharne à insulter et à inciter ses membres à la violence contre Pascalis.

### La conspiration du Sud-Est

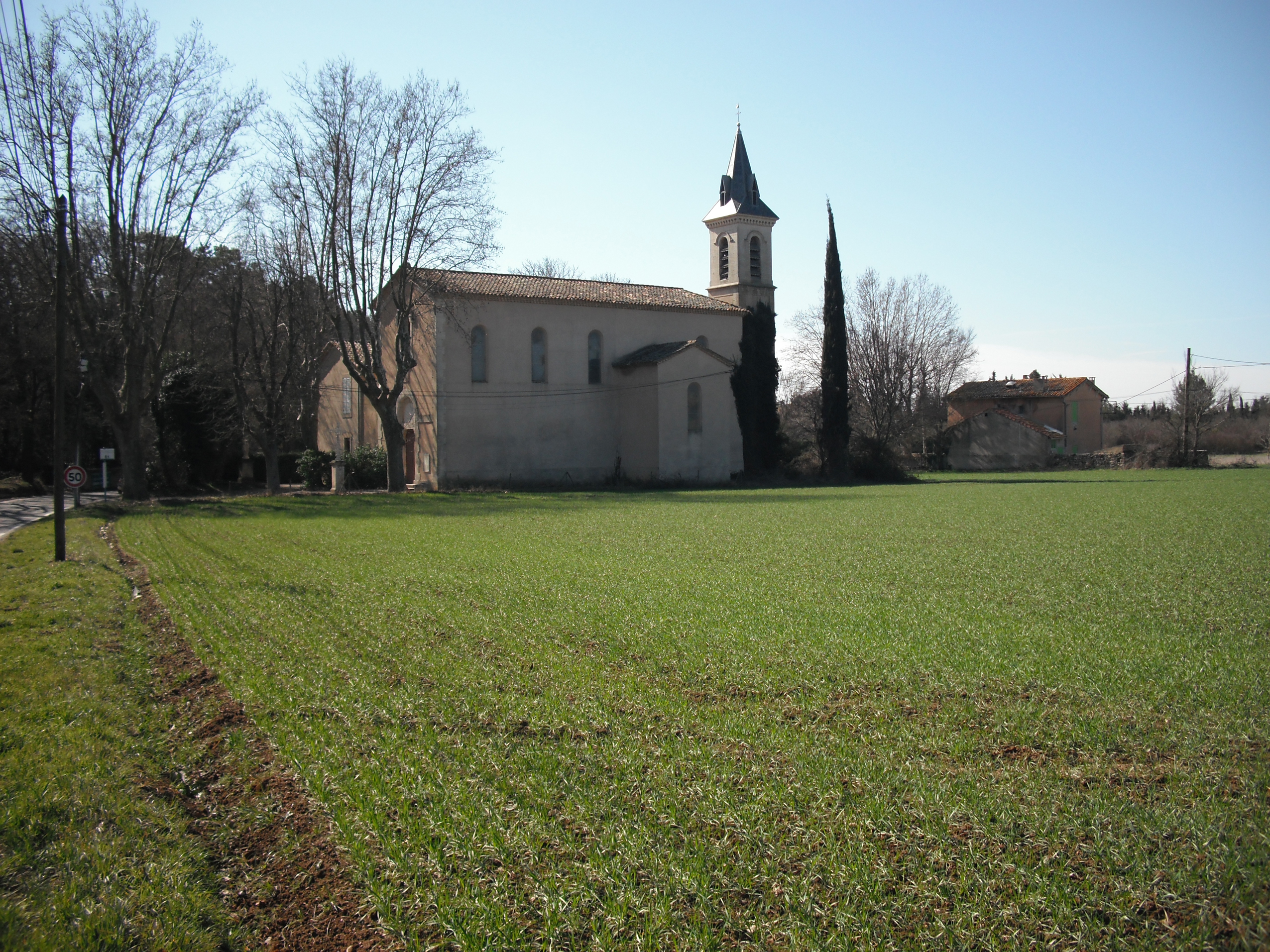
Le quartier des Pinchinats de nos jours.

Celui-ci, craignant pour sa vie, mais, selon les témoignages, « inaccessible à la peur », se retire dans la campagne aixoise, au quartier des Pinchinats, dans le château de la Mignarde. Le lieu est connu du tout Aix, car Pascalis y passe plusieurs moments de sa vie et vient s'y ressourcer, loin des bruits de la ville. Plusieurs amis lui rendent visite : Joseph Dubreuil, le futur maire d'Aix, le procureur Darbaud, les présidents d'Albert de Saint-Hippolyte et de Mazenod, ainsi que des magistrats du Parlement non-encore exilés. Le royaliste Antoine Balthazar Joachim d'André lui propose même de fuir par une lettre de Paris du 12 octobre, ce que Pascalis refuse catégoriquement.
Le 31 octobre, l'abbé Rive organise une réunion des paysans d'Aix dans l'ancienne église des Bernardines, donnant à l'assemblée le titre d'« Assemblée particulière des vénérables frères anti-politiques, c'est-à-dire des hommes vrais, justes et utiles à la patrie ». Charles Ribbe rappelle la façon dont Rive parle de Pascalis : « Quand il parle de Pascalis, il écume de rage : Pascalis n'est pas seulement à ses yeux un ennemi, c'est un monstre ; c'est l'incendiaire Pascalis, le scélérat Pascalis, l'exécrable, le forcené Pascalis, l'abominable conjuré, le fameux énergumène Pascalis. » Alors qu'il prédit une « très prochaine anti-révolution » de la part des ennemis du peuple, lui et son club pressent la municipalité de poursuivre Pascalis.
La création d'une société monarchique à Aix met le feu aux poudres. Le 11 décembre, un écuyer à l'Académie royale d'équitation, le chevalier de Guiramand, accompagné de quatre hommes, vient demander l'autorisation de la création de sa société, la « société des amis de l'ordre et de la paix » à l'hôtel de ville. Celle-ci tient ses réunions au cercle Guion, sur le cours Mirabeau. Une rumeur se répand, selon laquelle un projet de contre-révolution se mettrait en place dans Aix. Aussitôt, on s'agite dans les clubs patriotiques. Le lendemain, 12 décembre, des gardes nationaux patrouillent en costume dans la ville, sabre en bandoulière. Dans l'après-midi, à 16 heures, deux clubs s'unissent : les Amis de la Constitution et les Frères anti-politiques. Chacun jure de verser jusqu'à la dernière goutte de son sang pour le maintien de la Constitution.

### Arrestation de Pascalis
Une heure plus tard, alors que la nuit tombe, des mouvements de foule ont lieu dans la ville, causant des troubles. Au cri de « Ouf, ouf, les aristocrates à la lanterne » et de « Foou toutei leis esgourgea », un affrontement  entre les révolutionnaires et les membres du cercle Guion, de Guiramand à leur tête, provoque des échanges de tir, blessant de Guiramand à la cuisse. La foule pénètre dans le cercle et le saccage.
Pour les patriotes, les membres du cercle Guion étaient décidés à mettre la ville d'Aix à feu et à sang. Et un homme est, à leurs yeux, derrière le complot : l'avocat Pascalis. Pour la société des amis de la Constitution, « les sinistres prédictions consignées dans les adieux de Pascalis à la Chambre des Vacations étaient un indice irrécusable. » Une réunion comprenant vingt députés des deux clubs a alors lieu chez l'abbé Rive. Celui-ci, dans sa hargne habituelle, convainc ses visiteurs d'aller s'emparer de l'avocat, qu'il dit gardé par une cinquantaine de paysans, allégation fantaisiste, Pascalis se trouvant alors quasiment seul à la Mignarde. Il semble que Pascalis ne croit à aucun moment que la foule oserait venir l'arrêter. Quelques jours avant le 12 décembre, quand un ancien magistrat lui propose de fuir pour Eyguières, dans sa famille, en lui disant : « On en veut à vos jours », celui-ci se contente de répondre par un laconique : « Ils n'oseraient », formule jadis employée par le duc de Guise. Cette détermination de Pascalis à ne pas fuir vient sans doute du fait qu'il est persuadé que le peuple d'Aix reste de son côté, viscéralement attaché aux racines qu'il défend lui aussi. Tout le monde parmi la municipalité s'attend pourtant au pire. Joseph Dubreuil répond même à un officier municipal qui critique l'attitude entêtée de Pascalis : « Vous qualifiez d'imprudence la conduite de M. Pascalis ; sachez que si quelqu'un attentait à sa personne, il se répandrait du sang. »
L'arrestation prochaine de Pascalis ne faisant guère de doute parmi ses proches et malgré les appels à la fuite non suivis d'effet, personne n'ose plus s'interposer. Le secrétaire de l'avocat, prenant un repas, est averti dans la soirée du 12 que Pascalis est sur le point d'être arrêté. Impassible, il poursuit son repas jusqu'à son terme. Au même moment, 80 hommes environ investissent le château de la Mignarde et enlèvent Pascalis, le garrottent et l'emmènent à l'hôtel de ville. À 4 h du matin, il est jeté dans un cachot. Une heure plus tard, c'est au tour du marquis de la Roquette de le rejoindre dans la même cellule.
Dans sa Lettre des vénérables frères anti-politiques, c'est-à-dire des hommes vrais, justes et utiles à la patrie, à M. le Président du département des Bouches-du-Rhône, appelé Martin, fils d'André, antérieure à l'incarcération du scélérat Pascalis, suivie d'un post-scriptum qui a été écrit après cette incarcération, il appelle de ses vœux l'exécution de Pascalis : « Il ne faut pas tergiverser, Monsieur le Président, il n'y a à conserver dans le nouvel empire français que de vrais citoyens et d'excellents patriotes. Tout homme quel qu'il soit, par quelques travaux qu'il puisse s'être distingué, s'il devient un jour l'ennemi de la patrie, il doit lui faire sacrifice de sa tête sous une lanterne. »
Le mardi matin est un jour de marché dans la ville d'Aix. La Garde de Marseille commence à prendre le chemin du retour, comme la municipalité aixoise les y a invités. Alors qu'on entend dans la foule des soldats quelques voix demandant la tête de Pascalis, la troupe fait une halte soudaine au bas du cours Mirabeau. Des meneurs s'écrient : « Où allez-vous ? Ce n'est pas le chemin de Marseille qu'il faut prendre ; aux casernes ! aux prisons ! » Aussitôt la troupe se disloque et un bon nombre de soldats et de volontaires prennent la direction des casernes, sous les cris impuissants de leur colonel qui leur ordonne de reprendre leur rang.

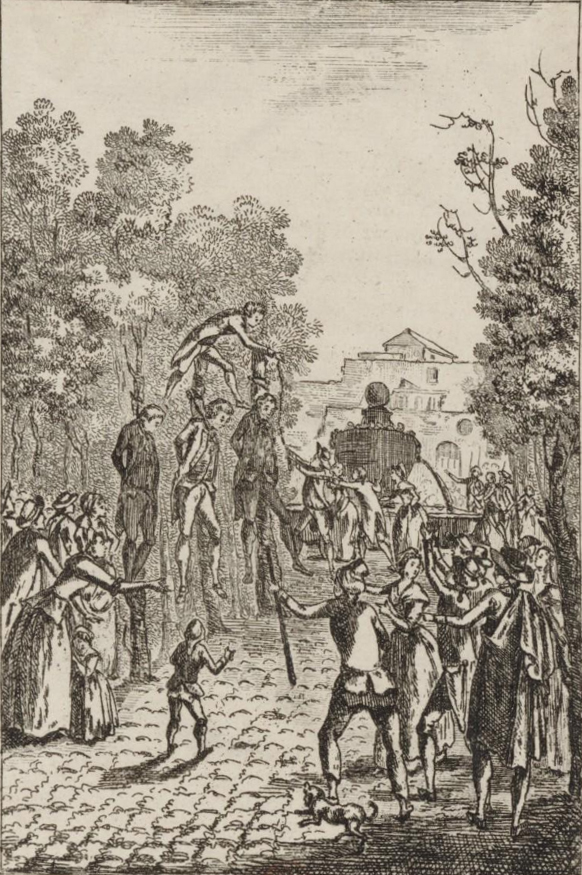
Pendaison de Pascalis, La Roquette et Guiramand sur le cours Mirabeau ; eau-forte contemporaine.

400 hommes du régiment d'Ernest sont alors en faction aux prisons pour les défendre en cas d'attaque. Mais la foule qui déferle aux casernes est si nombreuse que rien n'est fait pour les empêcher d'entrer. Les portes des prisons sont abattus à la hache ; le mur de clôture est entamé par des pics. L'église voisine est pillée de ses échelles. Le procureur général syndic présent sur place exprime de vifs reproches au commandant du régiment d'Ernest, Rodolphe de Diesbach qui ne peut que répondre : « Que voulez-vous que nous fassions ? » — « Il me semble que votre troupe devrait être en bataille », répond le procureur. La foule se rend compte que le régiment est sur le point de prendre les armes quand une baïonnette est mise sur la poitrine du procureur. Une intervention des gardes nationaux parvient à le soustraire à la fureur de la foule et à le mettre à l'abri dans les appartements d'un cantinier.

Trois officiers municipaux sont alors envoyés pour faire respecter la loi. Ils se placent devant la porte de la prison, tentant de faire entendre raison à la foule qui les accuse de favoriser la fuite de Pascalis. L'un reçoit un coup de crosse de fusil, un autre est garrotté et l'on fait mine de vouloir le pendre, tandis que le troisième est menacé d'une pointe de sabre sur la gorge. On presse les officiers de signer un papier autorisant de faire sortir Pascalis et de le livrer à la foule. Le récit ultérieur des événements rédigé par la municipalité indique qu'à trois reprises, les officiers refusent de signer cet ordre : 

« Le geôlier s’emporte contre leur refus. On prend la main de l’un des trois ; on serre la plume entre ses doigts ; on lui fait tracer quelques mots. Les autres résistent encore. Tous trois signent enfin le papier fatal. Les trois administrations se le sont fait représenter. Il contient ces mots : « Permis de donner Pascalis ». L’écriture en est si troublée qu’on ne saurait reconnaître la main des signataires. On y voit que deux ont ajouté : « contraints et forcés ». »

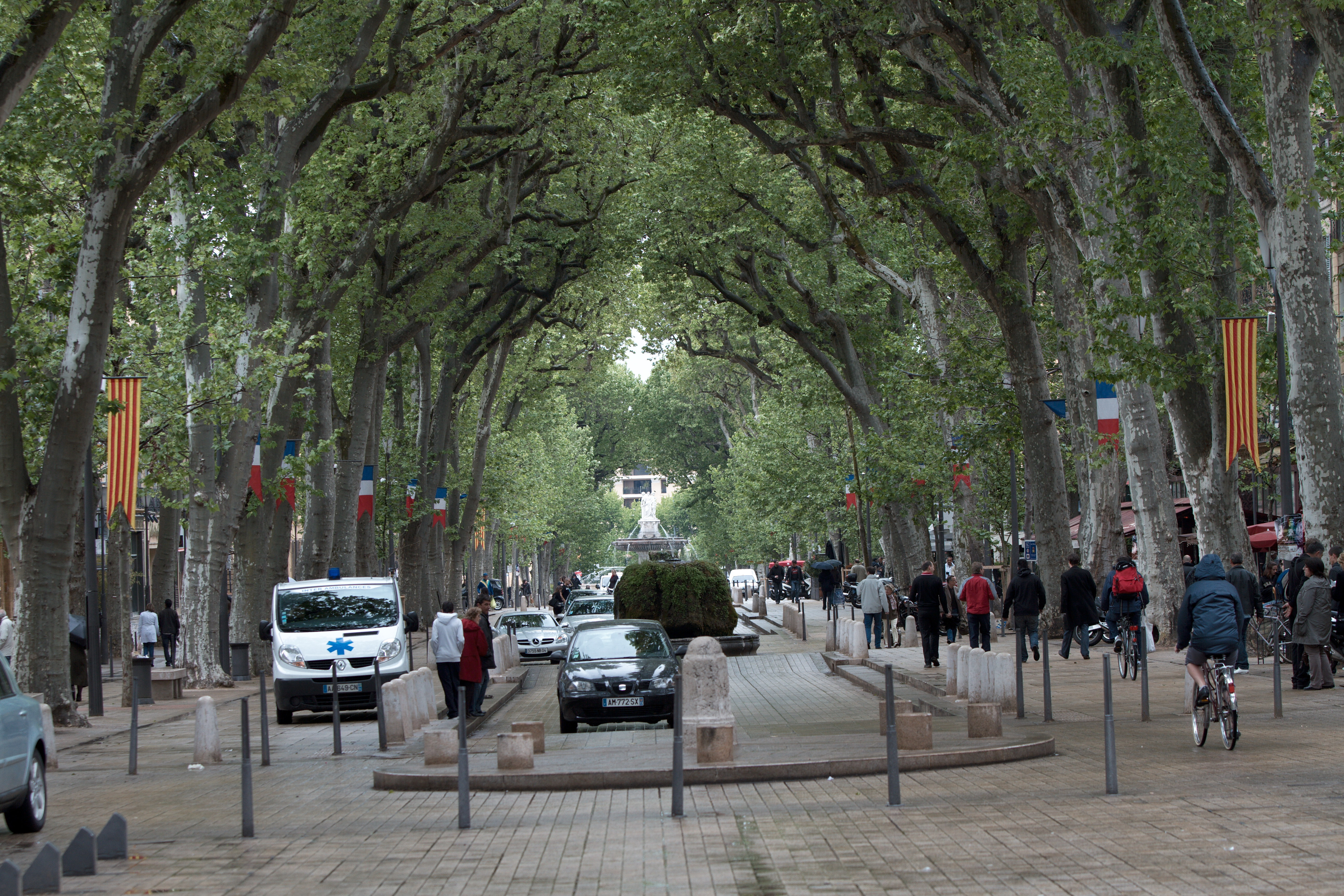
Le cours Mirabeau de nos jours.

Le permis de donner Pascalis signé, l'avocat et La Roquette se retrouvent entre les mains de la foule en quelques minutes à peine. En route vers le cours Mirabeau, et traversant la rue Saint-Jean, une femme se jette devant Pascalis en criant : « Non, vous ne mourrez pas. » Les meneurs craignent que cette réaction ne déclenche des mouvements de pitié parmi le peuple et écartent vivement la femme du chemin. Bientôt, tout le monde est rassemblé sur le cours. Pascalis demande l'assistance d'un prêtre mais obtient pour seul réponse : « Tu iras te réconcilier avec le Père éternel. » Pour ajouter à son humiliation, on choisit de le pendre en face de sa maison, l'hôtel Barlatier de Saint-Julien. Dans le même temps, le corps municipal est informé des événements du cours. Aussitôt, les officiers s'empressent d'aller sur les lieux pour tenter une dernière fois d'empêcher les pendaisons qui se profilent. Mais alors qu'ils arrivent sur le cours, ils ne peuvent que constater que deux corps sont déjà suspendus à des lanternes. Le vice-maire Émeric-David souhaite les détacher en espérant que les deux victimes soient encore vivantes. Un jeune homme vêtu d'un costume de la Garde nationale leur répond de façon narquoise : « Oui, faites-le descendre ; nous lui couperons la tête et nous la porterons à Marseille. » Émeric-David s'écrie de dégoût : « Retirez-vous, monstre ; que je ne vous connaisse pas... »
Progressivement, alors que la foule semble devenir hostile aux administrateurs, ceux-ci jugent plus sages de se retirer. Les émeutiers décident d'achever leur œuvre et le valet de l'exécuteur des victimes coupe la tête de Pascalis et La Roquette. Celle de La Roquette est piquée sur le bout d'une branche d'ormeau et plantée en face du cercle Guion et celle de Pascalis, plantée sur une pique, est promenée par la foule pendant trois heures sur la route de Marseille. C'est arrivée à un relais de poste à mi-chemin entre Marseille et Aix que la troupe rencontre la Garde nationale qui oblige les émeutiers à cesser leur spectacle et à enterrer cette tête. Le corps de Pascalis, lui, est inhumé le jour même dans le cimetière de l'église de la Madeleine, à Aix.
Le chroniqueur des événements, Charles Ribbe, explique tenir de la famille d'un paysan d'Aix le récit d'une exécution avortée immédiatement après la mort de Pascalis. Alors que les émeutiers restent sur le cours à observer le corps de Pascalis se balancer, un paysan passe devant celui-ci en compagnie de son âne et demande qui est l'homme pendu. Lorsqu'on nomme Pascalis, il s'écrie : « Oh ! quel malheur ! Qu'autant de journées il m'a fait gagner, autant d'anges l'accompagnent au ciel ! » À ces paroles, plusieurs émeutiers prennent l'homme à partir et menacent de le pendre, ce que l'intervention d'un patriote qui se porte garant de lui et fait passer le paysan pour un simple d'esprit empêche de survenir.
Néanmoins, dans la soirée, un autre assassinat est perpétré. Le chevalier de Guiraman, âgé de 77 ans, est arrêté dans une bastide près de Meyreuil et conduit à Aix par des paysans armés. Arrivé à Aix où il croyait pouvoir compter sur des soutiens, il est finalement pendu sur le cours Mirabeau, en face de l'hôtel d'Esparron, sans que la municipalité n'en soit avertie préalablement.

## Hommages

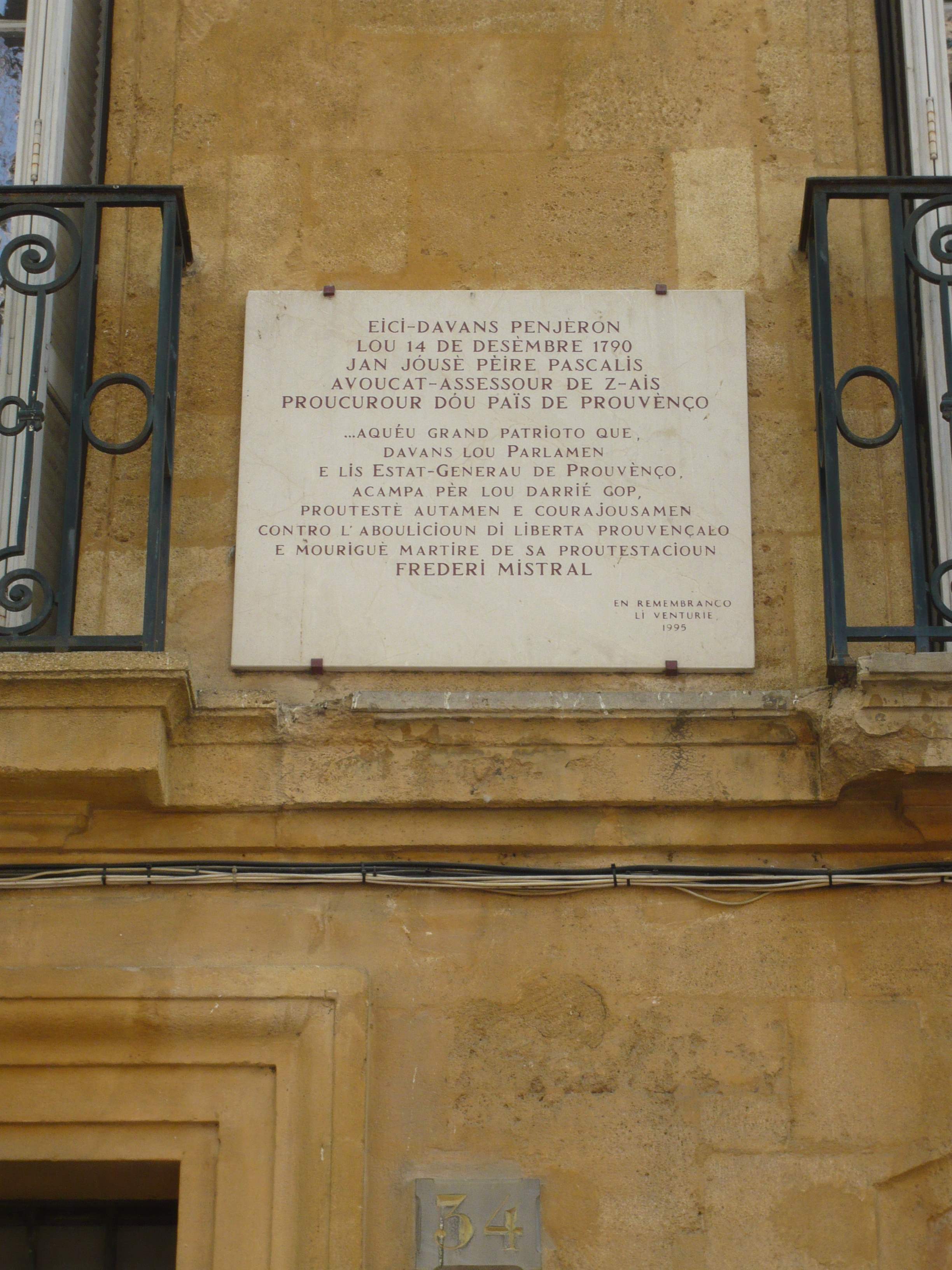
Plaque Jean Joseph Pierre Pascalis, 34 cours Mirabeau, Aix-en-Provence (France).

Pour Charles de Ribbe, Pascalis se consacrait « à ce pays la Provence ». Et d'ajouter : « Non seulement il s'y consacra, mais il y sacrifia son repos, sa santé ; il poussa l'immolation au point de préférer mourir plutôt que de paraître manquer à ses principes. Il combattit pour le salut de la Provence et pour la Provence. Sa mort fut la mort de notre pays, la mort de nos libertés. »
Une plaque à la mémoire de Pascalis fut apposée sur sa maison située au 34, cours Mirabeau en 1996 à l'occasion du Congrès du Félibrige qui se tenait cette année-là à Aix-en-Provence. Elle rappelle le souvenir de « ce grand patriote qui devant le parlement et les états-généraux de Provence assemblés pour la dernière fois protesta hautement et courageusement contre l’abolition des libertés provençales et mourut martyre de sa protestation » (Frédéric Mistral, 1913)